# Filokartie
Filokartie je ve volném překladu milování kartiček, tedy pohlednic, což je záliba ve sbírání a studiu pohlednic, resp. dopisnic.
Další název pro tento sběratelský obor je deltiologie (z řec. deltos - psací tabulka, přeneseně dopis).
Jedná se o podobnou zálibu jako v případě filatelie (známky) a filumenie (zápalkové nálepky), je projevem sběratelského zájmu. Pokud jsou pohlednice opatřeny známkami a orazítkovány, jsou zajímavé i pro filatelisty. Po roce 1995 začaly být vydávány publikace s okopírovanými starými pohlednice určitého města či turistické oblasti a textovým doprovodem týkajícím se historie míst. Jednou z mnoha je kniha Zákupy a okolí na starých pohlednicích.. Existují i webové stránky v tomto stylu.
Filokartie je taktéž název časopisu, který pětkrát ročně vydává Klub sběratelů pohlednic ORBIS PICTUS v Brně.

## Československá a Česká vydavatelství a vydavatelé pohlednic
| Abbegrafia-Brantál            | Frýdek                |
| ARCHART                       | Praha 9               |
| Burianová A.                  | Babice                |
| D.K.K.V.                      |                       |
| Forster Laurenz               | Panditz (Bantice)     |
| FOTO FON                      |                       |
| FOTO LEEDER                   | Polička               |
| Foto J. Švec Praha XI.        | Praha                 |
| FOTOTYPIA VYŠKOV              | Vyškov                |
| GRAFO ČUDA Holice v Č.        | Holice                |
| Hornisch Emil                 | Stangendorf (Vendolí) |
| J.R.P.                        |                       |
| Knihtiskárna Jana Škarudy     | Místek                |
| Kruschina Fr.                 | Zwittau (Svitavy)     |
| L&P                           | Praha                 |
| L. Sp.                        |                       |
| Lánová J.                     | Litomyšl              |
| Lexman V.                     | Jevíčko               |
| Nakladatelství A. Juránek     | Dolní Lipka           |
| Nakladatelství K. Zuna        | Vinohrady             |
| Nakladatelství ORBIS          | Praha                 |
| Neudert V., Smíchov           | Praha                 |
| ORBIS                         |                       |
| ORBIS Svět v obrazech         |                       |
| Orel Fr.                      | Frýdek                |
| PANORAMA                      |                       |
| Panorama Praha                | Praha                 |
| Steiner J.                    | Plzeň                 |
| Trunečka J.                   | Louny                 |
| Tyrolt Otto                   | Zwittau (Svitavy)     |
| V&L                           |                       |
| Vydavatelství Ing. Jan Vondra | Brno                  |
| Vydavatelství PRESS ČTK FOTO  | Praha                 |
| Vydavatelství SLON            | Zlaté Hory            |
| ----------------------------- | --------------------- |